# Thestor protumnus
The Boland Skolly (Thestor protumnus) là một loài bướm ngày thuộc họ Bướm xanh. It is only được tìm thấy ở Nam Phi.
Sải cánh dài 22-37.5 mm đối với con đực và 24-42.5 mm đối với con cái. Con trưởng thành bay từ tháng 9 đến tháng 12 và tháng 8 đến tháng 10 in Namaqualand. Subspecies terblanchei is on wing từ tháng 1 đến tháng 3. The peak flight times vary per locality.
Ấu trùng ăn coccids.

## Phụ loài
- Thestor protumnus protumnus (Cape Peninsula, tây nam Cape)
- Thestor protumnus aridus van Son, 1941 (Cape, Orange Free State)
- Thestor protumnus terblanchei Henning & Henning, 1993 (Orange Free State)

## Hình ảnh

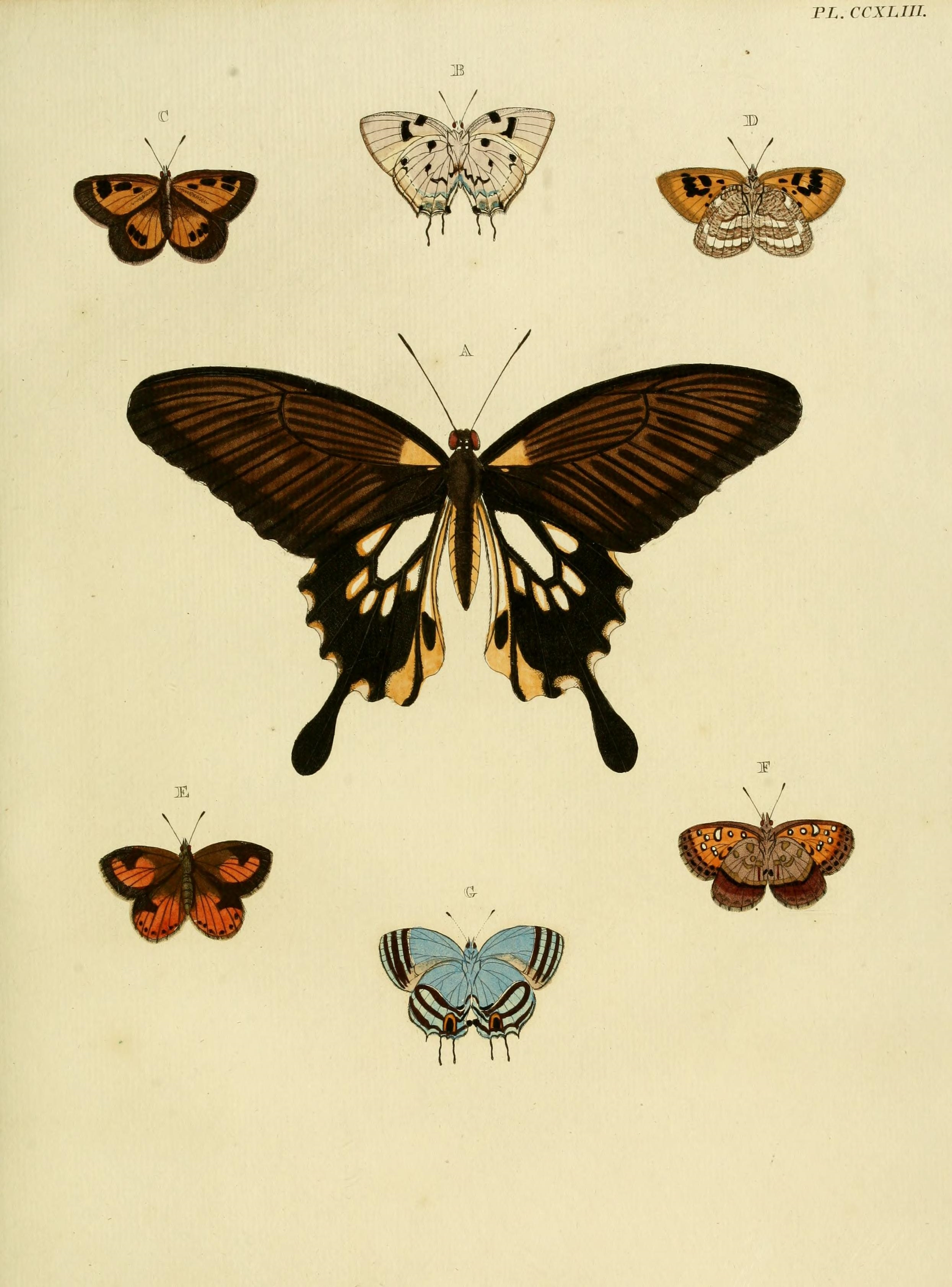
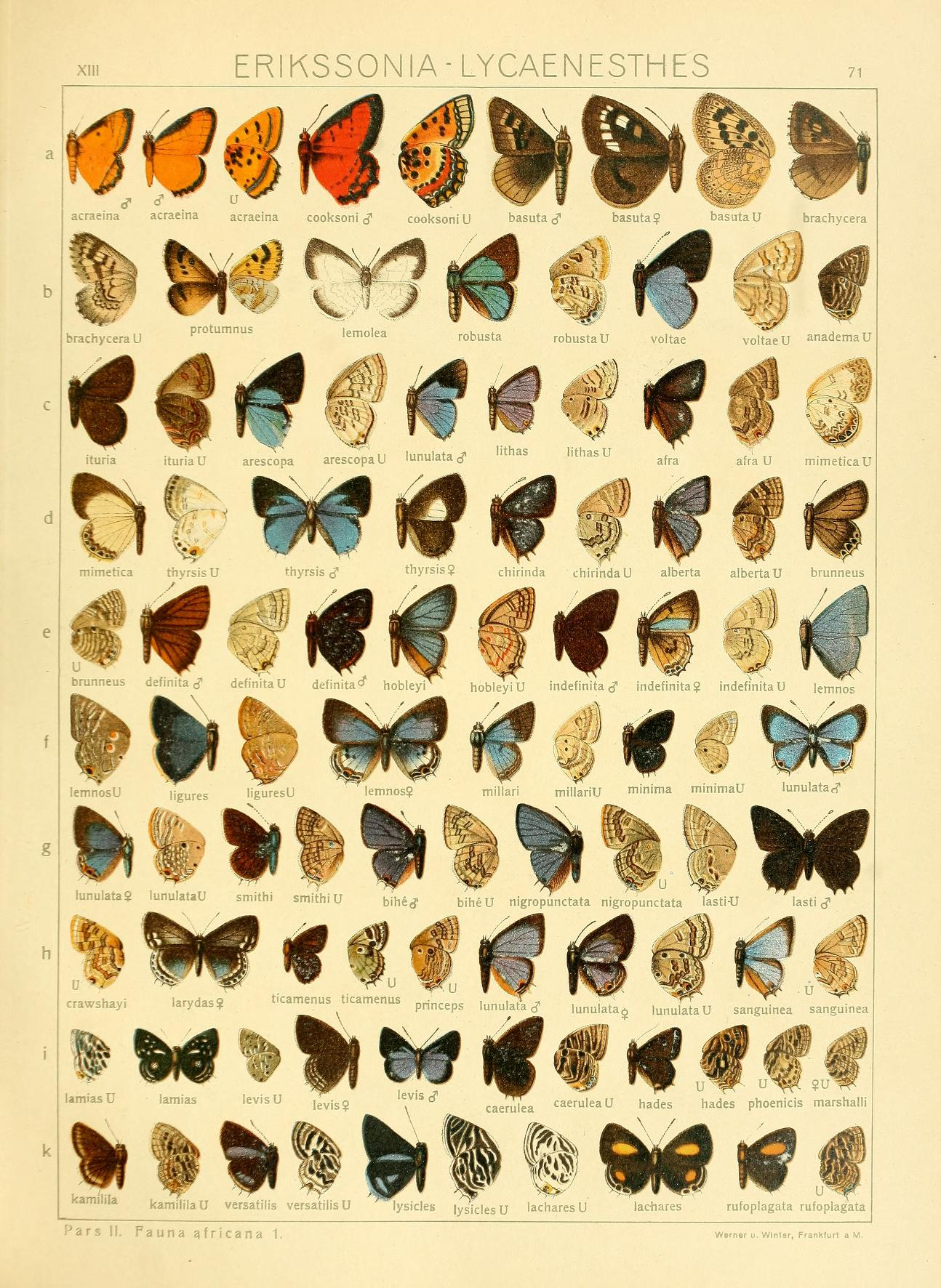